# Анастасија Николајевна
Анастасија Николајевна (рус. Анастасия Николаевна; Петерхоф, 18. јун 1901 — Јекатеринбург, 17. јул 1918) била је велика кнегиња, најмлађа кћерка императора Николаја II Александровича и његове супруге Александре Фјодоровне.
Анастасија је била млађа сестра велике кнегињице Олге, велике кнегињице Татјане и велике кнегињице Марије. Старија је сестра цесаревића Алексеја Николајевича. Претпоставља се да су је убили бољшевици 17. јула 1918. заједно са њеном породицом. Ипак непрекидно су кружиле гласине да је успела побећи 1918. Неколико жена је тврдило да оне представљају Анастасију. Најчувенија од њих је била Ана Андерсон, чије тело је кремирано 1984. Неколико људи, који су познавали праву Анастасију подржали су тврдњу Ане Андерсон да је она права Анастасија. Тестирањем ДНК остатака Ане Андерсон 1994. показало се да она није Анастасија.

## Живот и детињство
Када се родила Анастасија била је четврта ћерка, па су њени родитељи и рођаци били разочарани, јер очекивао се престолонаследник. Цар Николај II Александрович је пре прве посете новорођеној ћерци направио дугу шетњу да се смири. Деца цара Русије су подизана на најједноставнији могући начин. Спавали су на тврдим креветима без јастука, сем када су била болесна. Деца су се ујутро купала и умивала хладном водом. Очекивало се од њих да сами чисте своје собе и да плету џемпере, који би се продавали на добротворним приредбама. Већина у домаћинству, укључујући слуге називала је велику кнегињицу именом и именом оца, нпр. Анастасија Николајевна. Чак ни слуге нису користиле титулу „Ваше императорско височанство“. Повремено би је звали француском верзијом имена или руским надимком „Настја“. Млада Анастасија је израсла у енергично и живахно дете, описивана је као ниска. Имала је плаве очи и црвенкасто смеђу косу. Гувернанта Маргарета Егер је рекла да је Анастасија била најшармантније дете које је она познавала. Често су је описивали као надарену и паметну, али њени тутори су нагласили да није показивала занимање у условима школског ограничења.
Анастасија се усуђивала да повремено пређе границе дозвољеног понашања. Син дворског љекара Глеб Боткин је рекао да је она правила највише несташлука од све царске деце. Подметала је ноге слугама и збијала несташлуке са туторима. Као дете пењала би се на дрво и одбијала да сиђе. Током једнога грудвања у снегу Анастасија је умотала камен у грудву и њоме је оборила старију сестру Татјану на земљу. Даља рођака Нина Георгијева је касније сећала да је Анастасија била непријатна до границе злобе. Затим да је варала, ударала и гребала саиграче током игре. Била је увређена јер је млађа Нина била виша од ње. Била је мање заинтересована за свој изглед од осталих сестара. Жена једног америчког дипломате описивала је како је Анастасија јела чоколаду, а да није скидала дуге беле оперске рукавице. Анастасија и њена старија сестра Марија биле су познате као „Мали пар“. Делиле су исту собу, често су носиле варијације исте хаљине и провеле су много времена заједно. Старије сестре Олга и Татјана су такође делиле собу и биле су познате као „Велики пар“. Четири девојке су потписивале писма почетним словима својих имена „ОТМА“.
Иако је била енергична Анастасија је понекад била лошег здравља. Патила је од буниона, који су јој нападали оба палца. Имала је лоше леђне мишиће, па је било прописано да два пута седмично иде на масажу. Међутим, она би се сакривала под креветом или у ормару, да би избегла да иде на масажу. Анастасијина старија сестра Марија је много крварила, када су јој 1914. били оперисани крајници. Анастасијина тетка са очеве стране, велика кнегиња Олга Александровна, веровала је да су све четири њене нећаке много крвариле и да су носиле ген хемофилије, као и њихова мајка.

## Повезаност са Григоријем Распућином
Њена мајка држала се савета Григорија Распућина, рускога сељака, који се представљао као „свети човек“ и исцелитељ. Анастасијина мајка Александра Фјодоровна је сматрала да је Распућин својим молитвама спасио младог болесног царевића, престолонаследника Алексеја Николајевича.
Велика кнегиња Олга Александровна се сећала да су Распућина сва деца волела и да су се осећала лепо са њим. Једна од гувернанти, Софија Ивановна Тјучева била је ужаснута када је 1910. Распућину био дозвољен приступ девојчицама док су биле у пиџамама. Захтевала је да му се забрани приступ, па је цар тражио од Распућина да то убудуће избегава. Деца су била свесна напетости до које је дошло тим поводом и бојали су се да ће њихова мама бити љута због гувернантиног поступка. Дванаестогодишња Татјана је писала мами да се нада да ће гувернанта убудуће бити добра према Распућину. Касније су гувернанту отпустили.
Тјучева је своју причу испричала осталим члановима царске породице. Иако су Распућинове посете деци биле потпуно невине по природи царска породица је била скандализована. Тјучева је испричала сестри цара Николаја великој кнегињи Ксенији Александровној да је Распућин посећивао девојчице и причао са њима док су се оне спремале за кревет, и да их је притом грлио и миловао. Тјучева је нагласила да је деци речено да не дискутују о Распућину са њом и да пажљиво прикривају Распућинове посете од остале послуге. Ксенија је писала 15. марта 1910. да не може разумети понашање Александре и деце према Распућину, кога су сматрали свецем, иако он није био ни свештеник.
Царска гувернанта Марија Ивановна Вишњакова је тврдила да ју је Распућин силовао пролећа 1910. Вишњакова је тврдила да јој царица није веровала и да је царица говорила да Распућин чини само света дела. Велика кнегиња Олга Александровна је рекла да је тврдња Вишњакове одмах била испитивана, али да су уместо Распућина Вишњакову ухватили у кревету са једним козаком из царске гарде. Вишњакова није више виђала Распућина, а отпуштена је 1913.
Ипак ширили су се трачеви и касније се причало да Распућин не само да је завео царицу, него и четири њене ћерке. Тај трач је добио на снази када је Распућин дозволио да около кружи писмо које му је писала царица и њене ћерке. Анастасија је писала „Мој драги, цењени, једини пријатељу. Колико дуго желим да те поново видим. Појавио си ми се данас у сновима. Увек питам маму када ћеш доћи... Увек мислим на тебе, мој драги, јер си тако добар према мени."
После тога кружили су порнографски цртежи, који су показивали Распућина у сексуалним односима са царицом и њене четири ћерке и са Аном Виробовом. После скандала, цар је наредио Распућину да напусти Санкт Петербург. Царица је била незадовољна, а Распућин је отишао на ходочашће у Израел. Упркос трачева царска породица је наставила да се састаје са Распућином све до његове смрти 17. децембра 1916. Четири кнегиње су биле видно узнемирене Распућиновом смрћу. Распућин је сахрањен са иконом, коју су потписале Анастасија, њене сестре и њихова мајка. Присуствовали су Распућиновом погребу, а намеравали су да на његовом гробу изграде цркву.

## Први светски рат и револуција
За време Првог светског рата Анастасија је заједно са сестром Маријом посећивала рањене војнике у приватној болници у царском селу. Њих две су биле још премладе да би биле болничарке, па су настојале рањеним војницима подићи дух играјући са њима шах и билијар. Цар Николај II Александрович је абдицирао у фебруару 1917. године, а Анастасија и њена породица су за време Октобарске револуције стављени у кућни притвору Александровом дворцу у Царском селу. Пошто су се приближавали бољшевици председник привремене владе Александар Керенски их је преселио у Тобољск у Сибиру. Када су бољшевици заузели већину Русије Анастасија и царска породица су се преселили у Ипатијеву куђу, која је била кућа посебне намене тајне полиције Чеке у Јекатеринбургу.
Стрес и неизвесност живота ван слободе имали су утицај на целу породицу. Анастасија је тако у зиму 1917. писала пријатељици: „Довиђења. Не заборави нас." У Тобољск је писала тутору једну меланхоличну тему о једној младој девојци „Када је умрла имала је само шеснаест година“.
У Тоболску су она и њене сестре ушивале дијаманте у одећу надајући се да ће их тако сакрити од страже. Она, Олга и Татјана биле су злостављане маја 1918. од страже, која је тражила дијаманте, док су се возили парним бродом до Јекатеринбурга да би се придружили родитељима и сестри Марији. Њихов енглески тутор је тада чуо вриштање великих кнегињица, али им није могао помоћи. У Јекатеринбургу локални свештеник се сећа како је 14. јула 1918. вршио приватну црквену литургију за царску породицу и сећа се да су супротно обичајима Анастасија и царска породица клекли за време молитве за мртве.
Она је и задњих месеци свога живота нашла начина да се забави. Заједно са другим укућанима изводила је представе увесељавајући родитеље и друге у пролеће 1918. Њен тутор Сидни Гибс је рекао да је Анастасијина глума изазивала громогласан смех код свих присутних. У писму из Тоболска 7. маја 1918. својој сестри Марији описивала је тренутке уживања и задовољства, иако је била тужна и забринута за болесног брата Алексеја. Један од стражара у Ипатијевској кући Александара Стрекотин је писао у својим мемоарима да је Анастасија била јако пријатељски расположена и пуна весеља. Други стражар је рекао да је Анастасија шармантни ђаво, да је увек спремна на несташлуке и да је ретко уморна. Рекао је да је живахна и да је са псима изводила представе сличне онима у циркусу. Трећи стражар је рекао да је велика кнегињица била терориста и да је вређала.
Према већини тврдњи Анастасија је стрељана заједно са целом царском породицом у зору 17. јулa 1918. Смртна казна је изведена без претходног судског поступка, а извеле су је снаге бољшевичке тајне полиције Чеке под командом Јакова Јуровскога.

### Заробљеништво и стрељање
Цар Николај II Александрович је абдицирао 1917. године. У Русији је брзо након тога настао грађански рат. Било је преговора о ослобађању Романова између бољшевика (уобичајено званих црвених) и царске шире породице, од којих су многи били истакнути чланови других краљевских кућа Европе. Међутим преговори су запали у ћорсокак. Како су Бели, лојални цару, напредовали према Јекатеринбургу, тако су црвени постајали непопустљивији што се тиче питања ослобађања Романових. Црвени су знали да ће Јекатеринбург пасти у налету боље опремљене и бројније беле војске. Када је Бела армија дошла близу Јекатеринбурга царска фамилија је нестала. Најшире прихваћено мишљење је било да су Романови стрељани. Истражитељ Беле армије Никола Соколов дошао је до тога закључка на основу предмета, који су припадали Романовима, а нађени су бачени у рударско окно.
Бољшевик Јаков Јуровски је писао својим претпостављенима, а та белешка је нађена тек 1989. и описано је у књизи Едварда Радзинскога Последњи цар. Према тој белешки те ноћи када је извршено убиство Романове су пробудили и рекли им да се обуку. Када су Романови питали зашто их буде, рекли су им да их требају преселити на сигурнију локацију, јер се Беле гарда приближава Јекатеринбургу. Када су се обукли Романови и њихове преостале слуге су одведене у једну малу просторију у сутерену куће и ту им је речено да сачекају. На захтев царице ту су донели столице за Александру и Алексеја. После неколико минута џелати предвођени Јуровским су ушли у собу. Без оклевања Јуровски је кратко информисао цара и фамилију да ће бити убијени. Цар је имао времена само да каже „Шта?“ и да се окрене породици, пре него што је убијен метком у главу. Царица и Олга су покушале да се прекрсте, али убијене су почетном салвом метака, које су џелати испалили. Обе су биле погођене у главу. Остатак царске породице погођен је кратко након тога с изузетком Ане Демидове, Александрине собарице. Демидова је преживела почетни покољ, али убрзо је убијена док се покушала одбранити јастуком напуњеним дијамантима и драгим камењем.
У белешки од Јуровскога стоји да када се разишао густи дим у тој малој просторији уочили су да су се меци одбили од корсета две од три велике кнегињице. Касније су џелати открили да је то било јер су ушиле дијаманте и драго камење унутар корсета, да би сакриле драгоцености од стражара. Корсети су на тај начин послужили као оклоп против метака. Анастасија и Марија су се шћућуриле крај зида и онако престрашене покриле су своје главе док их нису докрајчили мецима. Други стражар Петар Јермаков је испричао својој жени да су Анастасију докрајчили бајонетима. Како су одвлачили тела из просторије једна од девојчица је плакала и тукла се по глави, написао је Јуровски.

## Извештаји о преживљавању
Легенда о могућем преживљавању Анастасије и њеном бегу почела је након тога. Ана Андерсон је годинама тврдила да је она права Анастасија Николајевна, а после њене смрти ДНК анализом је доказано да није. Ана Андерсон је тврдила да је одглумила смрт, а да је побегла уз помоћ саосећајног стражара, који је уочио да је жива. Најмање десет жена је тврдило да оне представљају Анастасију. Надежда Ивановна Васиљевна  и Евгенија Смит су тврдиле да представљају Анастасију и њену сестру Марију. Њих две су живеле на Уралу до 1964, када су сахрањене под именима Анастасија и Марија Николајевна.
Гласине о Анастасијином преживљавању потпаљене су различитим тадашњим тврдњама да су се претраживали возови и куће и да се трагало за Анастасијом. Кнегиња Јелена од Србије је 1918. била накратко затворена у Перму. Она је била жена од Анастасијиног даљег рођака кнеза Јована Константиновича. Стража јој је довела једну девојку, која се звала Анастасија Романов, и питали су Јелену да ли је то царева ћерка. Јелена Петровна је рекла да није препознала девојку и да ју је гарда одвела.
Иако постоје сведоци, који су тврдили да су видели Анастасију, царицу Александру и сестре у Перму, након стрељања, за ту причу се данас сматра да представља најобичнију гласину.
Други један извештај један историчар сматра веродостојнијим. Осам сведока је говорило о томе како је једна млада жена ухваћена након покушаја бега септембра 1918. на железничкој станици, северозападно од Перма. Неки од сведока су након што су добили фотографију Анастасије идентификовали девојку као Анастасију. То су урадили истражитељи Беле армије. Један од сведока је био и лекар др Павле Уткин, који је истражитељима Беле армије рекао да му је озлеђена девојка коју је лечио у Перму у главном седишту Чеке рекла „Ја сам ћерка владара, Анастасија“. Уткин је по налогу тајне полиције Чеке добио лек у апотеци за пацијента под именом „Н“. Касније су истражитељи Беле армије независно открили тај рецепт.
Током истога периода средином 1918. било је неколико извештаја о младим људима у Русији, који су се представљали као Романови. Супруг Распућинове ћерке Марије је преварио неколико богатијих Руса тражећи новац да би Романови побегли у Кину. Користио је једну младу девојку која се маскирала као велика кнегиња да би лакше извео превару.
Ипак према некима била је могућност да је један или више стражара помогао преживелима. Јаков Јуровски је захтевао од стражара да дођу у његов уред да би предали ствари, које су покрали након убиства Романових. Наводно је било довољно времена када тела нико није чувао у приземљу и ходнику куће и у камиону. Неки од стражара који нису били џелати, а који су имали симпатије за велике кнегињице чували су тела у приземљу једно време. За време суђења о идентитету Ане Андерсон у Немачкој 1964—67. бечки кројач Хајнрих Клајнбецл је сведочио да је видео рањену Анастасију одмах након убиства у Јекатеринбургу 17. јула 1918. Тврди да је Анастасију тада лечила његова газдарица у кући насупрот Ипатијеве куће. Тврдио је да јој је доњи део тела био покривен крвљу. Клајнбецл је сведочио да је рањена Анастасија провела три дана код његове газдарице. Црвеногардејци нису претраживали њихову кућу, јер су јако добро познавали његову газдарицу. После тога је нестала и Клајнбецл више није знао њену судбину.
Клајнбецл је познавао велике кнегињице, јер је иначе допремао одећу у Ипатијеву кућу. Сведочио је да је рањена девојка била једна од њих, од оних, које је видео у дворишту Ипатијеве куће.
Могуће преживљавање Анастасије је једна од највећих мистерија 20. века. Ана Андерсон се 1922. појавила у Немачкој и тврдила је да је она Анастасија. Неки рођаци Романових су веровали да је она Анастасија, док други нису веровали. Пунила је наслове новина и она је учинила Анастасију још славнијом, иако је била контроверзна особа. Она је започела службену битку за свој идентитет и то је био један од најдужих спорова у немачким судовима. Започела је спор 1938, а коначна пресуда није донесена до 1970. Коначна пресуда је била да Ана Андерсон није дала довољно доказа да би се потврдило да је она велика кнегињица Анастазија.
Ана Андерсон је умрла 1984, а тело јој је кремирано. На узорцима њених остатака урађени су 1994. ДНК тестови. Провером са крвљу најближих сродника Романових доказано је да је занемариво мала вероватност да је Ана Андерсон Анастасија.

## Гроб Романових
Коначно је 1991. нађена масовна гробница царске породице Романов и њихових слуга. Ексхумација је извршена у шуми ван Јекатеринбурга. Гробница је била нађена читаву декаду раније, али они који су открили су чували тајну да комунисти не би сазнали за њихово откриће. Када је гробница отворена уместо 11 скелета гробница је садржавала само девет скелета. Очекивало се да су ту сахрањени император Николај, императорка Александра, цесаревић Алексеј, четири велике кнегињице, доктор Јевгениј Боткин и 3 слуге). У гробници су недостајали Алексеј и према форензичару Вилијаму Маплу Анастасија. Руски научници су веровали да недостаје велика кнегињица Марија. Руси су идентификовали Анастасију у гробу користећи компјутерски програм, којим су анализирали фотографије и лобање. Амерички научници су њихове процене сматрали неегзактним.
Американци су процењивали женске скелете и старост зуба. Осим тога Анастасија је била најмања од сестара. Када је 1998. коначно сахрањена царска породица Романових Анастасија је сахрањена као особа од 145 центиметара, а научници верују на основу фотографија да је она била висока 132 центиметра.
ДНК тестирање је показало да су то скелети царске породице и њихових слугу. Међутим, судбина двоје деце је неизвесна. Судбина Анастасије је тако и даље мистерија.

## Светост
Руска православна црква је Анастасију и царску фамилију Романових 2000. прогласила свецима. Руска православна црква у изгнанству је 1981. Романове прогласила светим мученицима. Посвећење Романових је било критиковано са стајалишта да је царева слабост као владара довела до бољшевичке револуције. Међутим објашњење је да посвећење има везе са тим зашто је та особа убијена. Тела цара, царице и три кнегиње сахрањени су 17. јула 1998. у Санкт Петербургу у Саборној цркви Светог Петра и Павла, тачно 80 година од убиства.

## Породично стабло
|  |                                                               |  |  |  |  |  |  |  |  |  |  |  |  |  |  |  |
|  | 16. Николај I Павлович                                        |  |  |  |  |  |  |  |  |  |  |  |  |  |  |  |
|  |                                                               |  |  |  |  |  |  |  |  |  |  |  |  |  |  |  |
|  |                                                               |  |  |  |  |  |  |  |  |  |  |  |  |  |  |  |
|  | 8. Александар II Николајевич                                  |  |  |  |  |  |  |  |  |  |  |  |  |  |  |  |
|  |                                                               |  |  |  |  |  |  |  |  |  |  |  |  |  |  |  |
|  |                                                               |  |  |  |  |  |  |  |  |  |  |  |  |  |  |  |
|  | 17. Александра Фјодоровна                                     |  |  |  |  |  |  |  |  |  |  |  |  |  |  |  |
|  |                                                               |  |  |  |  |  |  |  |  |  |  |  |  |  |  |  |
|  |                                                               |  |  |  |  |  |  |  |  |  |  |  |  |  |  |  |
|  | 4. Александар III Александрович                               |  |  |  |  |  |  |  |  |  |  |  |  |  |  |  |
|  |                                                               |  |  |  |  |  |  |  |  |  |  |  |  |  |  |  |
|  |                                                               |  |  |  |  |  |  |  |  |  |  |  |  |  |  |  |
|  | 18. Лудвиг II од Хесена и Рајне                               |  |  |  |  |  |  |  |  |  |  |  |  |  |  |  |
|  |                                                               |  |  |  |  |  |  |  |  |  |  |  |  |  |  |  |
|  |                                                               |  |  |  |  |  |  |  |  |  |  |  |  |  |  |  |
|  | 9. Марија Александровна                                       |  |  |  |  |  |  |  |  |  |  |  |  |  |  |  |
|  |                                                               |  |  |  |  |  |  |  |  |  |  |  |  |  |  |  |
|  |                                                               |  |  |  |  |  |  |  |  |  |  |  |  |  |  |  |
|  | 19. Вилхелмина Баденска                                       |  |  |  |  |  |  |  |  |  |  |  |  |  |  |  |
|  |                                                               |  |  |  |  |  |  |  |  |  |  |  |  |  |  |  |
|  |                                                               |  |  |  |  |  |  |  |  |  |  |  |  |  |  |  |
|  | 2. Николај II Александрович                                   |  |  |  |  |  |  |  |  |  |  |  |  |  |  |  |
|  |                                                               |  |  |  |  |  |  |  |  |  |  |  |  |  |  |  |
|  |                                                               |  |  |  |  |  |  |  |  |  |  |  |  |  |  |  |
|  | 20. Фридрих Вилхелм од Шлезвиг-Холштајн-Зондербург-Гликсбурга |  |  |  |  |  |  |  |  |  |  |  |  |  |  |  |
|  |                                                               |  |  |  |  |  |  |  |  |  |  |  |  |  |  |  |
|  |                                                               |  |  |  |  |  |  |  |  |  |  |  |  |  |  |  |
|  | 10. Кристијан IX Дански                                       |  |  |  |  |  |  |  |  |  |  |  |  |  |  |  |
|  |                                                               |  |  |  |  |  |  |  |  |  |  |  |  |  |  |  |
|  |                                                               |  |  |  |  |  |  |  |  |  |  |  |  |  |  |  |
|  | 21. Лујза Каролина од Хесен-Касела                            |  |  |  |  |  |  |  |  |  |  |  |  |  |  |  |
|  |                                                               |  |  |  |  |  |  |  |  |  |  |  |  |  |  |  |
|  |                                                               |  |  |  |  |  |  |  |  |  |  |  |  |  |  |  |
|  | 5. Марија Фјодоровна                                          |  |  |  |  |  |  |  |  |  |  |  |  |  |  |  |
|  |                                                               |  |  |  |  |  |  |  |  |  |  |  |  |  |  |  |
|  |                                                               |  |  |  |  |  |  |  |  |  |  |  |  |  |  |  |
|  | 22. Вилхелм од Хесен-Касела                                   |  |  |  |  |  |  |  |  |  |  |  |  |  |  |  |
|  |                                                               |  |  |  |  |  |  |  |  |  |  |  |  |  |  |  |
|  |                                                               |  |  |  |  |  |  |  |  |  |  |  |  |  |  |  |
|  | 11. Лујза од Хесен-Касела                                     |  |  |  |  |  |  |  |  |  |  |  |  |  |  |  |
|  |                                                               |  |  |  |  |  |  |  |  |  |  |  |  |  |  |  |
|  |                                                               |  |  |  |  |  |  |  |  |  |  |  |  |  |  |  |
|  | 23. Лујза Шарлота од Данске                                   |  |  |  |  |  |  |  |  |  |  |  |  |  |  |  |
|  |                                                               |  |  |  |  |  |  |  |  |  |  |  |  |  |  |  |
|  |                                                               |  |  |  |  |  |  |  |  |  |  |  |  |  |  |  |
|  | 1. Анастасија Николајевна                                     |  |  |  |  |  |  |  |  |  |  |  |  |  |  |  |
|  |                                                               |  |  |  |  |  |  |  |  |  |  |  |  |  |  |  |
|  |                                                               |  |  |  |  |  |  |  |  |  |  |  |  |  |  |  |
|  | 24. Лудвиг II од Хесена и Рајне (=18)                         |  |  |  |  |  |  |  |  |  |  |  |  |  |  |  |
|  |                                                               |  |  |  |  |  |  |  |  |  |  |  |  |  |  |  |
|  |                                                               |  |  |  |  |  |  |  |  |  |  |  |  |  |  |  |
|  | 12. Карл од Хесена и Рајне                                    |  |  |  |  |  |  |  |  |  |  |  |  |  |  |  |
|  |                                                               |  |  |  |  |  |  |  |  |  |  |  |  |  |  |  |
|  |                                                               |  |  |  |  |  |  |  |  |  |  |  |  |  |  |  |
|  | 25. Вилхелмина Баденска (=19)                                 |  |  |  |  |  |  |  |  |  |  |  |  |  |  |  |
|  |                                                               |  |  |  |  |  |  |  |  |  |  |  |  |  |  |  |
|  |                                                               |  |  |  |  |  |  |  |  |  |  |  |  |  |  |  |
|  | 6. Лудвиг IV                                                  |  |  |  |  |  |  |  |  |  |  |  |  |  |  |  |
|  |                                                               |  |  |  |  |  |  |  |  |  |  |  |  |  |  |  |
|  |                                                               |  |  |  |  |  |  |  |  |  |  |  |  |  |  |  |
|  | 26. Вилхелм од Пруске (1783—1851)                             |  |  |  |  |  |  |  |  |  |  |  |  |  |  |  |
|  |                                                               |  |  |  |  |  |  |  |  |  |  |  |  |  |  |  |
|  |                                                               |  |  |  |  |  |  |  |  |  |  |  |  |  |  |  |
|  | 13. Елизабета од Пруске                                       |  |  |  |  |  |  |  |  |  |  |  |  |  |  |  |
|  |                                                               |  |  |  |  |  |  |  |  |  |  |  |  |  |  |  |
|  |                                                               |  |  |  |  |  |  |  |  |  |  |  |  |  |  |  |
|  | 27. Maria Anna of Hesse-Homburg                               |  |  |  |  |  |  |  |  |  |  |  |  |  |  |  |
|  |                                                               |  |  |  |  |  |  |  |  |  |  |  |  |  |  |  |
|  |                                                               |  |  |  |  |  |  |  |  |  |  |  |  |  |  |  |
|  | 3. Александра Фјодоровна                                      |  |  |  |  |  |  |  |  |  |  |  |  |  |  |  |
|  |                                                               |  |  |  |  |  |  |  |  |  |  |  |  |  |  |  |
|  |                                                               |  |  |  |  |  |  |  |  |  |  |  |  |  |  |  |
|  | 28. Ернест I од Сакс-Кобург и Салфелда                        |  |  |  |  |  |  |  |  |  |  |  |  |  |  |  |
|  |                                                               |  |  |  |  |  |  |  |  |  |  |  |  |  |  |  |
|  |                                                               |  |  |  |  |  |  |  |  |  |  |  |  |  |  |  |
|  | 14. Алберт од Саксен-Кобурга и Готе                           |  |  |  |  |  |  |  |  |  |  |  |  |  |  |  |
|  |                                                               |  |  |  |  |  |  |  |  |  |  |  |  |  |  |  |
|  |                                                               |  |  |  |  |  |  |  |  |  |  |  |  |  |  |  |
|  | 29. Лујза од Сакс-Кобург и Алтенбурга                         |  |  |  |  |  |  |  |  |  |  |  |  |  |  |  |
|  |                                                               |  |  |  |  |  |  |  |  |  |  |  |  |  |  |  |
|  |                                                               |  |  |  |  |  |  |  |  |  |  |  |  |  |  |  |
|  | 7. Алиса од Велике Британије                                  |  |  |  |  |  |  |  |  |  |  |  |  |  |  |  |
|  |                                                               |  |  |  |  |  |  |  |  |  |  |  |  |  |  |  |
|  |                                                               |  |  |  |  |  |  |  |  |  |  |  |  |  |  |  |
|  | 30. Едвард, војвода од Кента и Стратхорна                     |  |  |  |  |  |  |  |  |  |  |  |  |  |  |  |
|  |                                                               |  |  |  |  |  |  |  |  |  |  |  |  |  |  |  |
|  |                                                               |  |  |  |  |  |  |  |  |  |  |  |  |  |  |  |
|  | 15. Викторија Хановерска                                      |  |  |  |  |  |  |  |  |  |  |  |  |  |  |  |
|  |                                                               |  |  |  |  |  |  |  |  |  |  |  |  |  |  |  |
|  |                                                               |  |  |  |  |  |  |  |  |  |  |  |  |  |  |  |
|  | 31. Викторија, војвоткиња од Кента и Стратхорна               |  |  |  |  |  |  |  |  |  |  |  |  |  |  |  |
|  |                                                               |  |  |  |  |  |  |  |  |  |  |  |  |  |  |  |
|  |                                                               |  |  |  |  |  |  |  |  |  |  |  |  |  |  |  |

## Породица

### Браћа и сестре
| име                 | слика | датум рођења       | датум смрти   |
| ------------------- | ----- | ------------------ | ------------- |
| Олга Николајевна    |       | 15. новембар 1895. | 17. јул 1918. |
| Татјана Николајевна |       | 10. јун 1897.      | 17. јул 1918. |
| Марија Николајевна  |       | 26. јун 1899.      | 17. јул 1918. |
| Алексеј Николајевич |       | 12. август 1904.   | 17. јул 1918. |